# Jordan Schroeder
Jordan Schroeder, född 29 september 1990, är en amerikansk professionell ishockeyspelare som spelar för Brynäs IF i SHL
Han har tidigare spelat för Columbus Blue Jackets, Minnesota Wild och Vancouver Canucks i NHL och på lägre nivå för Cleveland Monsters, Iowa Wild, Utica Comets, Chicago Wolves och Manitoba Moose i AHL.
Schroeder draftades i första rundan i 2009 års draft av Vancouver Canucks som 22:a spelare totalt.
Den 27 juni 2018 blev han tradad från Columbus Blue Jackets till Chicago Blackhawks i utbyte mot Jean-François Bérubé.